# Kakawa Kolonia (gromada)
Kakawa Kolonia (alt. Kakawa-Kolonia) – dawna gromada, czyli najmniejsza jednostka podziału terytorialnego Polskiej Rzeczypospolitej Ludowej w latach 1954–1972.
Gromady, z gromadzkimi radami narodowymi (GRN) jako organami władzy najniższego stopnia na wsi, funkcjonowały od reformy reorganizującej administrację wiejską przeprowadzonej jesienią 1954 do momentu ich zniesienia z dniem 1 stycznia 1973, tym samym wypierając organizację gminną w latach 1954–1972.
Gromadę Kakawa Kolonia z siedzibą GRN w Kakawie Kolonii (w obecnej pisowni Kakawa-Kolonia) utworzono – jako jedną z 8759 gromad na obszarze Polski – w powiecie kaliskim w woj. poznańskim, na mocy uchwały nr 22/54 WRN w Poznaniu z dnia 5 października 1954. W skład jednostki weszły obszary dotychczasowych gromad Biała, Przystajnia, Kakawa Nowa, Kakawa Stara, Moczalec, Kakawa Kolonia i Rafałów ze zniesionej gminy Godziesze w tymże powiecie. Dla gromady ustalono 17 członków gromadzkiej rady narodowej.
29 lutego 1956 z gromady Kakawa-Kolonia wyłączono miejscowość Biała, włączając ją do gromady Godziesze w tymże powiecie.
Gromadę zniesiono 1 stycznia 1960, a jej obszar włączono do gromad: Brzeziny (miejscowości Moczalec, Przystajnia i Zosinek), Godziesze Wielkie (miejscowości Kakawa-Kolonia i Kolano-Świerczyna) i Wola Droszewska (miejscowości Feliksów, Kakawa Nowa, Kakawa Stara, Kuchary i Rafałów) w tymże powiecie.